# Powiat de Gniezno
Le powiat de Gniezno (en polonais : powiat gnieźnieński) est un powiat appartenant à la voïvodie de Grande-Pologne dans le centre-ouest de la Pologne.
Il est né le 1er janvier 1999, à la suite des réformes polonaises de gouvernement local passées en 1998.
Le siège administratif du powiat est la ville de Gniezno, qui se trouve à 49 kilomètres à l'est de Poznań, capitale de la voïvodie de Grande-Pologne. Le powiat possède 4 autres villes, Witkowo, située à 16 kilomètres au sud-est de Gniezno, Trzemeszno, située à 16 kilomètres à l'est de Gniezno, Kłecko, située à 16 kilomètres au nord-ouest de Gniezno, et Czerniejewo, située à 14 kilomètres au sud-ouest de Gniezno.
Le district couvre une superficie de 1 254,34 kilomètres carrés. En 2014, sa population totale est de 145 075 habitants, avec une population pour la ville de Gniezno de 69 810 habitants, pour la ville de Witkowo de 7 934 habitants, pour la ville de Trzemeszno de 7 840 habitants, pour la ville de Kłecko de 2 648 habitants, pour la ville de Czerniejewo de 2 644 habitants, et une population rurale de 54 199 habitants.

## Division administrative
| - OpenStreetMap Plan et limites du powiat. |

Le powiat de Gniezno comprend 10 communes :
- 1 commune urbaine : Gniezno ;
- 5 communes rurales : Gniezno, Kiszkowo, Łubowo, Mieleszyn et Niechanowo ;
- 4 communes mixtes : Czerniejewo, Kłecko, Trzemeszno et Witkowo.

Celles-ci sont inscrites dans le tableau suivant, dans l'ordre décroissant de la population.
| Gmina                                                   | Type         | Superficie (km²) | Population (2006) | Siège       |
| Gniezno                                                 | urbain       | 49               | 70 080            |             |
| Trzemeszno                                              | urbain-rural | 174,8            | 14 019            | Trzemeszno  |
| Witkowo                                                 | urbain-rural | 184,4            | 13 446            | Witkowo     |
| Gniezno                                                 | rural        | 178              | 8 343             | Gniezno*    |
| Kłecko                                                  | urbain-rural | 131,7            | 7 569             | Kłecko      |
| Czerniejewo                                             | urbain-rural | 112              | 6 913             | Czerniejewo |
| Niechanowo                                              | rural        | 105,3            | 5 395             | Niechanowo  |
| Łubowo                                                  | rural        | 113,4            | 5 344             | Łubowo      |
| Kiszkowo                                                | rural        | 114,6            | 5 235             | Kiszkowo    |
| Mieleszyn                                               | rural        | 99,2             | 3 989             | Mieleszyn   |
| *le siège ne fait pas partie du territoire de la gmina. |              |                  |                   |             |

## Démographie
Données du 30 juin 2005 :
| Description | Total   | Total | Femmes | Femmes | Hommes | Hommes |
| ----------- | ------- | ----- | ------ | ------ | ------ | ------ |
| Unité       | Nombre  | %     | Nombre | %      | Nombre | %      |
| Population  | 140 262 | 100   | 71 675 | 51,10  | 68 587 | 48,90  |
| Urbain      | 91 136  | 64,98 | 47 182 | 33,64  | 43 954 | 31,34  |
| Rural       | 49 126  | 35,02 | 24 493 | 17,46  | 24 633 | 17,56  |

## Histoire
De 1975 à 1998, les différentes gminy du powiat actuelle appartenait administrativement aux voïvodies de Poznań, Konin et Bydgoszcz.

Le powiat de Gniezno est créée le 1er janvier 1999, à la suite des réformes polonaises de gouvernement local passées en 1998, et est rattachée à la voïvodie de Grande-Pologne.